# Danta di Cadore
Danta di Cadore är en ort och kommun i provinsen Belluno i regionen Veneto i Italien. Kommunen hade 444 invånare (2018).